# Song Dương
Song Dương (tiếng Trung: 双阳区, Hán Việt: Song Dương khu) là một thị hạt khu (quận nội thành) của địa cấp thị Trường Xuân, tỉnh Cát Lâm, Trung Quốc. Quận này có diện tích 1663, dân số 380.000 người. Quận này được chia ra 4 nhai đạo, 4 trấn, 4 hương, 1 hương dân tộc. Song Dương nằm ở phía đông nam của Trường Xuân.